# إيفال أولمان
إيفال أولمان (بالألمانية: Ewald Ullmann)‏ هو لاعب كرة قدم نمساوي في مركز الوسط، ولد في 5 مايو 1943. شارك مع منتخب النمسا لكرة القدم. أما مع النوادي، فقد لعب مع رابيد فيينا ونادي كارنتين.